# Левченко, Иван Федотович
Иван Федотович Левченко (октябрь 1911, Ольховец, Киевская губерния — неизвестно) — государственный деятель Украинской ССР, председатель Исполнительного комитета Хмельницкого областного Совета депутатов трудящихся.

## Биография
После окончания в 1931 году педагогического техникума учительствовал. В 1933—1939 работал директором школ в Волочисском районе Винницкой области, позже — Каменец-Подольской области.
С 1939 на партийной работе, до 1941 — инструктор Волочисского районного комитета. В 1941—1944 — на партийной работе в Новосибирской области.
В 1944—1954 — 1-й секретарь Волочисского районного комитета КП(б) Украины (Каменец-Подольская область).
С 26 марта 1954 по 16 февраля 1960 — член Ревизионной комиссии КП Украины.
С 1954 до конца 1955 года работал секретарём Хмельницкого областного комитета КП Украины.
В декабре 1955 назначен председатель Исполнительного комитета Хмельницкого областного Совета депутатов трудящихся.
С 19 декабря 1960 по 17 марта 1971 являлся кандидатом в члены ЦК КП Украины. Избирался депутатом XXI, XXII и XXIII съездов КПСС. Депутат Верховного Совета УССР 3-7-го созывов.
С января 1963 по декабрь 1964 — председатель Исполнительного комитета Хмельницкого сельского областного Совета депутатов трудящихся.
Затем до 1970 — председатель Хмельницкого облисполкома.